# Yū Hanaguruma

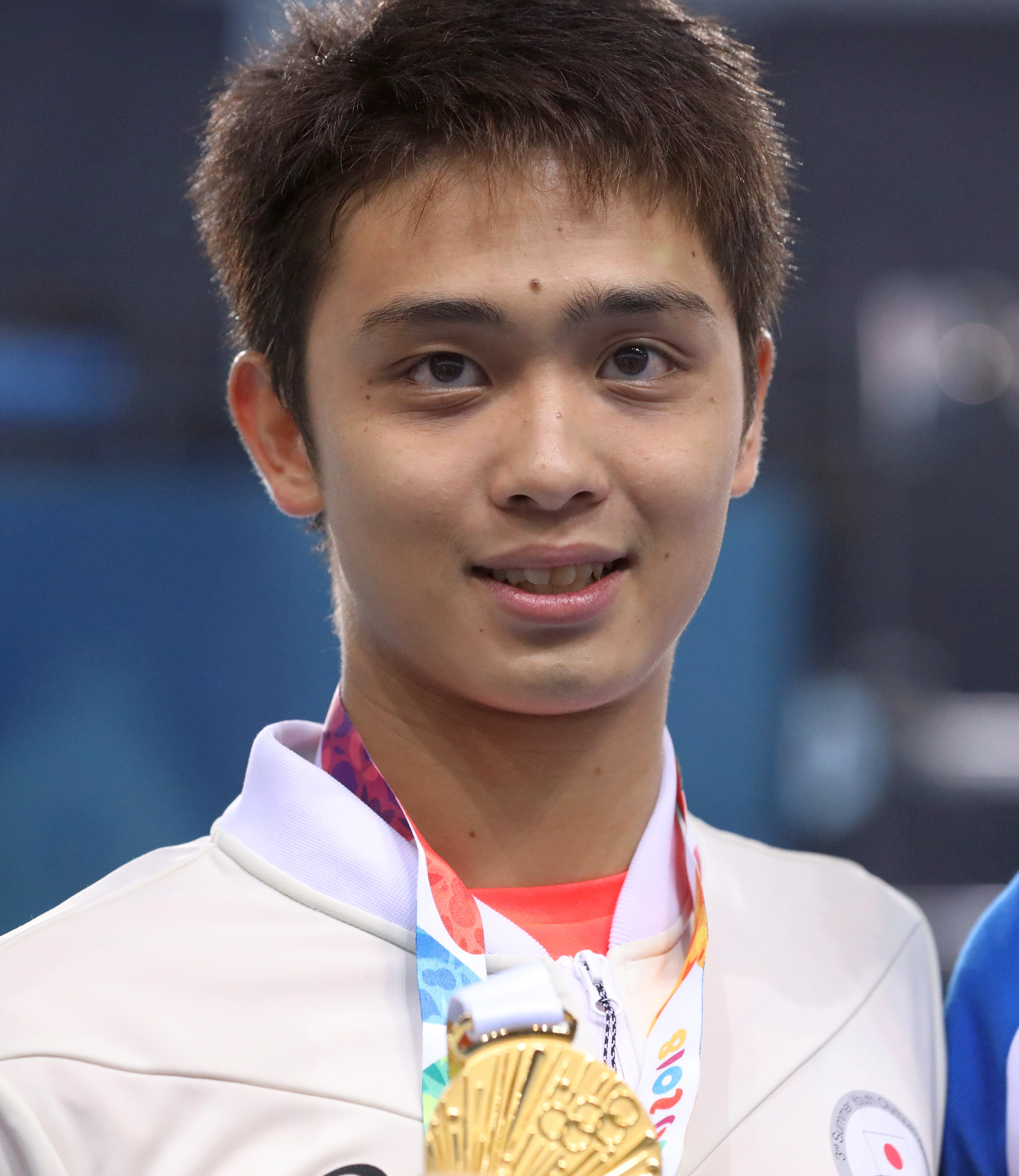
Yū Hanaguruma bei den Olympischen Jugendspielen 2018

Yū Hanaguruma (japanisch 花車 優; * 28. Januar 2000 in Sakaide) ist ein japanischer Schwimmer. Er gewann 2022 eine Silbermedaille bei den Weltmeisterschaften.

## Sportliche Karriere
Yū Hanaguruma graduierte 2022 an der Tōyō-Universität in Tokio. Er schwimmt für den Verein Itoman Tokio.
Hanguruma belegte bei den Juniorenweltmeisterschaften 2017 den fünften Platz über 200 Meter Brust. Im Jahr darauf bei den Olympischen Jugendspielen in Buenos Aires wurde er Vierter über 100 Meter Brust und gewann über 200 Meter Brust. Hinzu kam der sechste Platz mit der 4-mal-100-Meter-Freistilstaffel. Die 4-mal-100-Meter-Lagenstaffel wurde im Finale disqualifiziert.
2022 gewann Hanaguruma auf der 200-Meter-Bruststrecke seinen ersten japanischen Meistertitel. Bei den Weltmeisterschaften in Budapest gewann der Australier Zac Stubblety-Cook die 200 Meter Brust mit 1,31 Sekunden Vorsprung vor Yū Hanaguruma und dem Schweden Erik Persson, die zeitgleich anschlugen und beide Silber erhielten.
Bei den Summer World University Games 2021, die erst im August 2023 in Chengdu ausgetragen wurden, belegte Hanaguruma den zweiten Platz über 200 Meter Brust und gewann Bronze mit der Lagenstaffel.
Bei den Olympischen Spielen in Paris erreichte Hanaguruma in Vorlauf und Halbfinale jeweils die siebtschnellste Zeit über 200 Meter Brust. Im Finale wurde er Fünfter und schlug 0,04 Sekunden vor seinem Landsmann Ippei Watanabe an.